# 아우구스츠 키르헨슈테인스

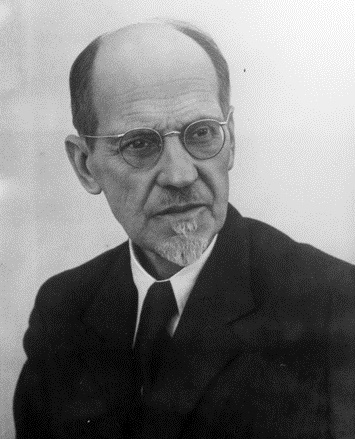

아우구스츠 키르헨슈테인스(라트비아어: Augusts Kirhenšteins, 1872년 9월 18일 ~ 1963년 11월 3일, 리가)는 라트비아의 정치인이다. 그는 1940년 6월 20일부터 8월 25일까지 총리, 동년 7월 21일부터 8월 25일까지 대통령 권한대행을 지냈으며 소련 의 라트비아 합병을 승인했다.